# إسكس
إسكس (بالإنجليزية: Essex)‏ مقاطعة إنجليزية تقع في شرق إنجلترا قرب العاصمة لندن (حوالي 40 كم شرقها)، مركز المقاطعة هي بلدة تشلمسفورد ومن البلدات الرئيسية أيضا كولشيستر.حدود المقاطعة الشرقية مطلة على بحر الشمال.

## أعلام
- فريدريك غريس
- فيونا لويس
- جيمي أوليفر
- جون دي فير
- ماري بولين
- جون إيفانز
- جايمي موراي
- إيموجن هيب
- تشارلز سبورجون
- هارولد جودوينسون